# La Flamengrie (Aisne)
 La Flamengrie  es una población y comuna francesa, en la región de Picardía, departamento de Aisne, en el distrito de Vervins y cantón de La Capelle.

## Demografía
| 1093 | 1041 | 951 | 1023 | 1073 | 1099 |
| Para los censos de 1962 a 1999 la población legal corresponde a la población sin duplicidades (Fuente: INSEE [Consultar]) |      |     |      |      |      |